# 快樂婚禮
《快樂婚禮》（日語：はぴまり〜Happy Marriage!?〜）為日本漫畫家圓城寺真紀創作的日本漫畫，於小學館的「Fruit Comics」2009年2月號至2012年7月號連載。單行本全10冊。除了漫畫之外，另有由高瀨柚香改編的小說，屬於小學館「FC RURURU novels」書系，全2冊。2016年改編為網路連續劇，於Amazon Prime Video播出。

## 劇情概要
從未談過戀愛的小鳥遊千和，因父親欠下債務，被迫與大公司社長間宮北斗結婚。完全不對盤的兩人，開始了新婚生活。北斗完全以丈夫的姿態對待千和，從沒與男性交往過的千和完全不知所措.....

## 登場人物

### 主角
間宮千和
舊姓小鳥遊。初次登場時為22歳。22年間從未談過戀愛的處女。因父親欠下債務，被迫與大公司社長間宮北斗結婚。有黑暗恐懼症。
間宮北斗
千和任職的間宮貿易社長。28歳。

### 間宮貿易、間宮家
相馬妙子
社長專屬秘書。受北斗之命監視千和。
八神裕
新人員工。負責指導至總務課實習的千和。
間宮會長
北斗的祖父，征司的父親，間宮貿易會長，促使北斗與千和結婚的關鍵人物。
間宮理、沙緒里
北斗的堂兄夫婦。
間宮征司
北斗的父親。
間宮清彥
北斗的堂弟，間宮會長唯一的孫子。

### 其他相關人物
片桐
北斗大學時期的學長。
三浦蓉子
北斗的親生母親。
設樂美咲
北斗的前女友。
櫻庭真吾
26歲。千和大學時的學長。
朝比奈要
千和大學時代的學長兼初吻對象。
吉岡
千和的前男友。已婚。
千和的父親
生意失敗，與妻子離異，欠下債務，因而要求千和與北斗結婚以清償債務。

## 漫畫及小說出版情報

### 漫畫及小說日文版
- 圓城寺真紀《快樂婚禮》， 小學館「Fruit Comics」，全10冊

2009年6月10日發行，ISBN 9784091324702
2009年10月9日發行，ISBN 9784091328380
2010年1月10日發行，ISBN 9784091328946
2010年8月10日發行，ISBN 9784091333032
2011年1月7日發行，ISBN 9784091334152
2011年4月8日發行，ISBN 9784091337450
2011年8月10日發行，ISBN 9784091340047
2011年12月9日發行，ISBN 9784091341860
2012年4月10日發行，ISBN 9784091343949
2012年9月10日發行，ISBN 9784091346124
- 高瀨柚香、圓城寺真紀（原作、作畫）， 小學館「FC RURURU novels」，全2冊

《こんなバカンスアリですか?》 2011年12月9日發行，ISBN 9784091343345
《こんなウェディングアリですか?》 2012年9月10日發行，ISBN 9784091344076

### 漫畫台灣中文版
- 圓城寺真紀《快樂婚禮》，東立出版社，全10冊，譯者：亞奇、朱亞琪、吳美嬅

2010年5月21日發行，ISBN 9789861056012
2010年5月21日發行，ISBN 9789861056029
2010年12月30日發行，ISBN 9789861056036
2011年3月3日發行，ISBN 9789861062242
2011年11月22日發行，ISBN 9789861072692
2012年4月20日發行，ISBN 9789861078496
2012年8月20日發行，ISBN 9789861083384
2013年2月6日發行，ISBN 9789861092287
2013年4月23日發行，ISBN 9789863170020
2013年9月30日發行，ISBN 9789863179429

## 網絡劇
同名改編網路連續劇於2016年6月22日起於Amazon Prime Video播出。全劇共12集。由藤岡靛、清野菜名主演。
。

### 登場人物
- 間宮北斗：藤岡靛
- 小鳥遊千和：清野菜名
- 相馬妙子：藤原紀香（特別演出）[3]
- 八神裕：白洲迅
- 設樂美咲：篠田麻里子
- 小鳥遊勇治：溫水洋一
- 間宮林藏：小野武彥
- 間宮征司：山崎銀之丞
- 間宮理：近藤芳正
- 麗子：鷲尾真知子

### 製作團隊
- 原作：圓城寺真紀
- 劇本：淺野妙子
- 音樂：吉俣良
- 主題歌：Cross Gene「NO NO NO -K.remix-」（日本環球音樂）
- 片尾歌：秦基博「鱗」（AUGUSTA RECORDS／Ariola Japan）
- 編審：張本征治（FILM）
- 製作人：小林泰子（The icon）、髙石明彥（The icon）、古林都子
- 導演：大谷健太郎、宮脇亮
- 製作出品：The icon

## 外部連結
- 日本亞馬遜原創戲劇《快樂婚禮》官方推特（日語）
- 日本亞馬遜原創戲劇《快樂婚禮》官方網站（日語）